# Juan Gil de Hontañón
|  | Per a altres significats, vegeu «Juan Gil de Hontañón el Jove». |

Juan Gil de Hontañón (Rasines, Cantàbria, circa 1480 - Salamanca - 11 de maig de 1531), va ser un mestre constructor espanyol, el primer d'una saga familiar d'arquitectes del segle xvi. Els seus fills, que continuarien algunes de les seves obres, van ser Rodrigo Gil de Hontañón i Juan Gil de Hontañón el Jove.

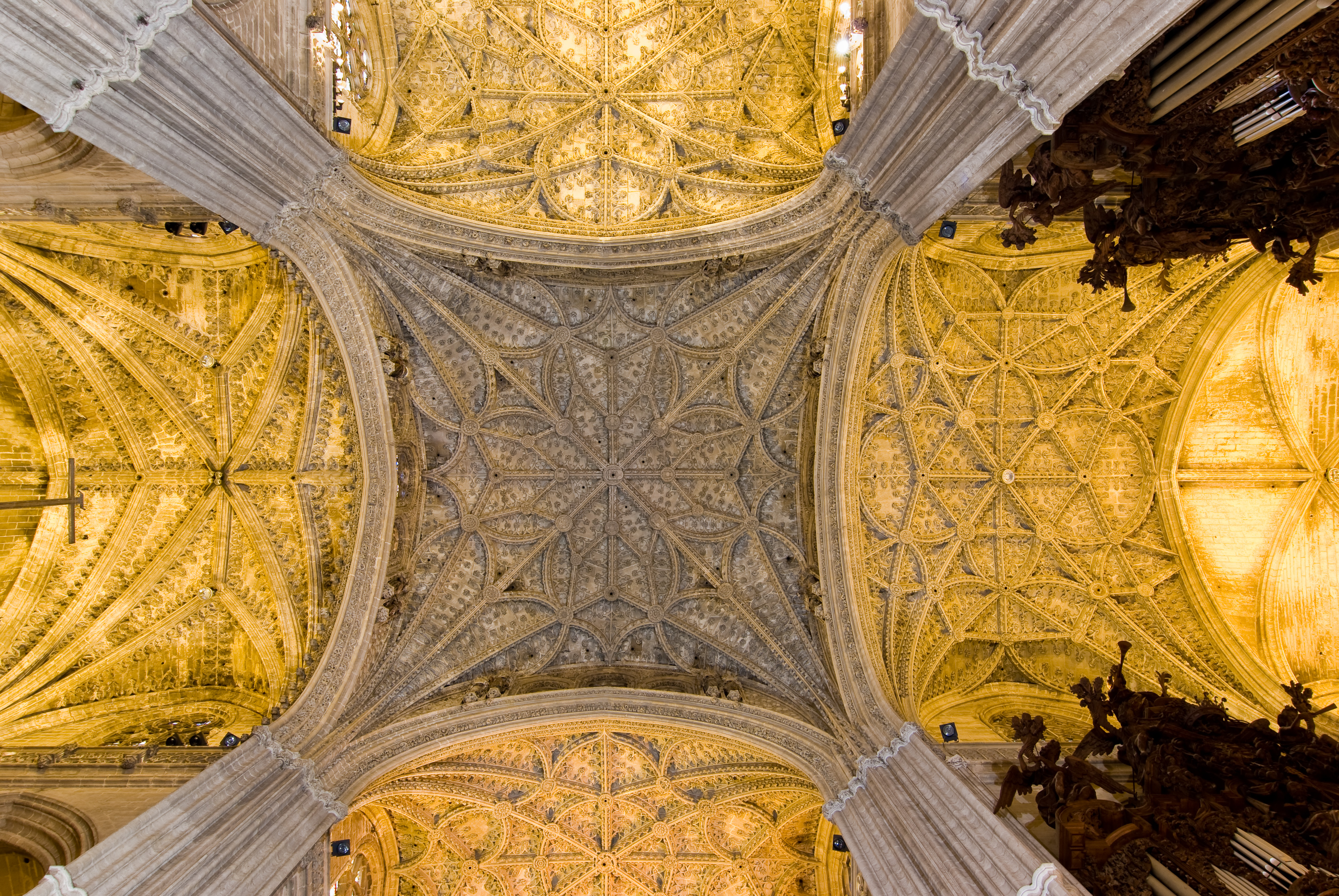
Volta del creuer de la Catedral de Sevilla

Els seus primers treballs es daten a Segòvia, associats a l'escola de Juan Guas. Allà va intervenir a la catedral, castell de Turégano, diversos monestirs i la Catedral de Palència. Traslladat a Salamanca, se'n fa càrrec com a mestre més major d'obres de la construcció de la Catedral Nova de Salamanca.
La seva relació amb la ciutat de Sevilla és deguda amb el seu nomenament com a mestre major dels treballs de la catedral, el 12 de setembre de 1513 — i fins a l'any 1516 —, després de la destitució del càrrec al seu antecessor per l'enfonsament del cimbori construït per aquest al desembre de 1511. El seu nomenament queda precedit per reunions del capítol amb alguns dels grans mestres de l'època en aquesta matèria, entre els que també es troben Juan de Álava i Juan de Badajoz. Per al nou cimbori, Juan Gil projecta un de nou, situat a més de 40 m d'altura sobre el terra, més baix que l'anterior, quedant acabat el 16 de desembre de 1517; cimbori que també es va desplomar 370 anys més tard, l'1 d'agost de 1888, tornant-se a reconstruir, molt aviat, amb igual forma tal com es veu avui.
Als seus últims anys treballa novament a Segòvia, així com a Zamora i Granada.